# Silvio Cesare Bonicelli

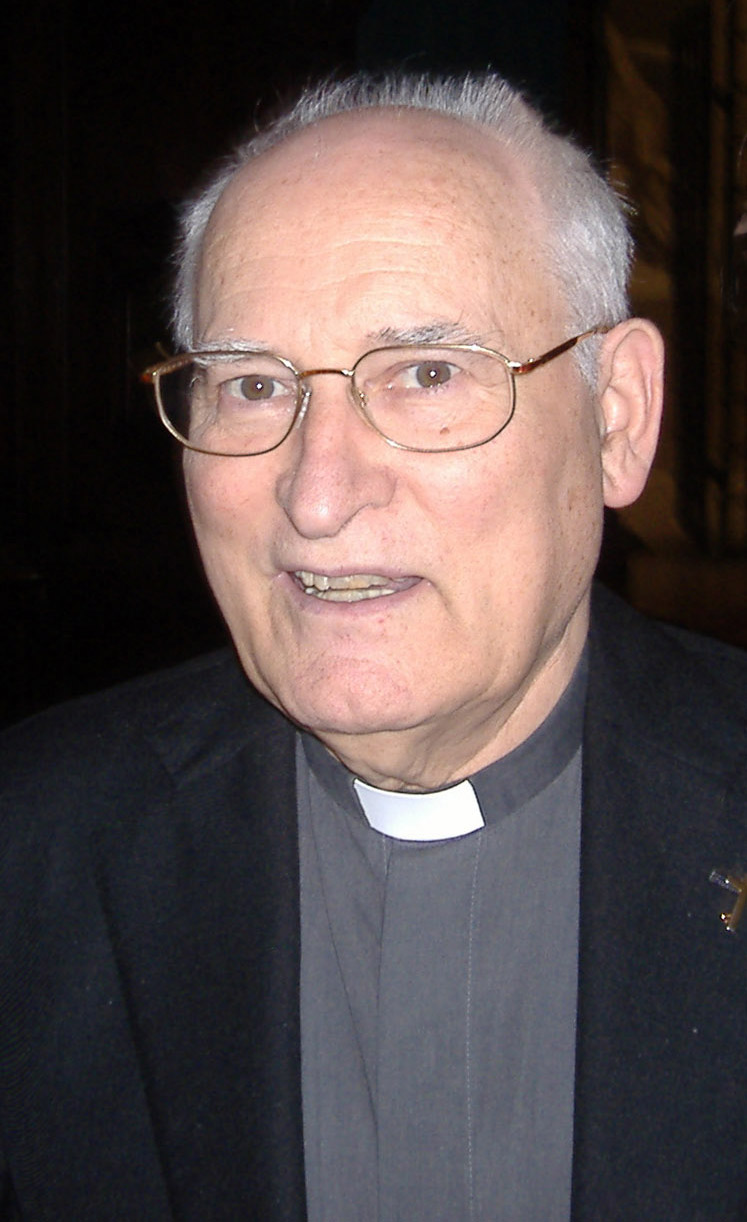
Bischof Silvio Cesare Bonicelli

Silvio Cesare Bonicelli (* 31. März 1932 in Bergamo, Italien; † 6. März 2009 ebenda) war Bischof von Parma.

## Leben

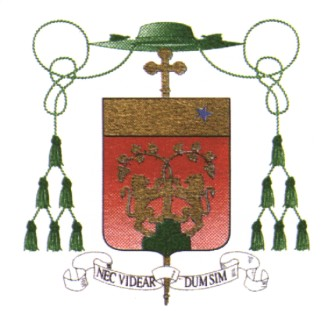
Bischofswappen

Silvio Cesare Bonicelli studierte zunächst Rechtswissenschaften an der Università Cattolica del Sacro Cuore in Mailand. Von 1956 bis 1958 diente er bei den Alpini und wurde Offizier. Er empfing am 16. Juni 1962 die Priesterweihe und studierte Kanonisches Recht an der Päpstlichen Universität Gregoriana.
1991 ernannte ihn Papst Johannes Paul II. zum Bischof des Bistums  San Severo. Die Bischofsweihe spendete ihm am 19. Oktober 1991 Andrea Mariano Magrassi OSB, Bischof von Bari; Mitkonsekratoren waren Gaetano Bonicelli, Erzbischof von Siena, und Angelo Paravisi, Weihbischof in Bergamo. 1996 wurde er zum 69. Bischof des Bistums Parma ernannt.
Er war Mitglied der bischöflichen Kommission für soziale Probleme und Arbeit, Gerechtigkeit, Frieden und Bewahrung der Schöpfung und Mitglied des Aufsichtsrates der Katholischen Universität Sacro Cuore di Milano.
Am 19. Januar 2008 wurde seinem Rücktrittsgesuch durch Benedikt XVI. stattgegeben.

## Schriften (Auswahl)
- I concili particolari da Graziano al Concilio di Trento. In: Pubblicazioni del Pontificio seminario lombardo in Roma, Morcelliana 1971.
- Vescovo di Parma 1997–2007. Storia, riflessioni e immagini. Mattioli 1885, 2008, ISBN 978-88-6261-02-09